# 台北艦
台北艦 (CG116) 為中華民國海洋委員會海巡署建造之巡防救難艦。本艦於前保安警察第七總隊時期籌劃建造，參考中華民國海軍之錦江級巡邏艦設計。交船時間為2001年，配置在海洋巡防總局直屬船隊，為第一艘警職艦長之巡防艦。2023年10月，台北艦正式除役。
2024年3月，時任總統蔡英文將「國艦國造」計畫的第四艘4000噸級巡防艦命名為「台北艦」，盼能承繼舊台北艦的精神。